# Svatodivišská poutní cesta

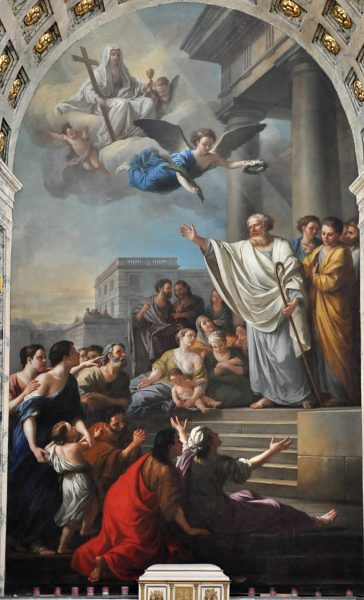
Kázání sv. Diviše

Svatodivišská poutní cesta (francouzsky Pèlerinage de saint Denis) je bývalá poutní cesta, která vedla z Paříže do Saint-Denis. Poutní cesta obsahovala místa, která byla spojena s činností a smrtí svatého Diviše.

## Historie
Svatý Diviš, první pařížský biskup byl umučen a pohřben poblíž Saint-Denis. Od 6. století svatá Geneviève rozvíjela jeho kult a první Kapetovci jej učinili patronem Francouzského království. V samotné Paříži, jíž je též patronem, měl mimořádné postavení, např. až do konce starého režimu noví lékaři na Pařížské univerzitě přísahali před oltářem sv. Diviše v katedrále Notre-Dame. Tradice poutí existovala až do Velké francouzské revoluce.
Poutní cesta obsahovala následující zastavení:
- kostel Notre-Dame-des-Champs (bývalý kostel, dnes dům č. 25 v ulici Rue Henri-Barbusse), v kryptě měl sv. Diviš učit o kultu Panny Marie
- kostel Saint-Étienne-des-Grès (dnes dům č. 5 v Rue Cujas), kde byla vystavena biskupská hůl sv. Diviše
- kostel Saint-Benoît-le-Bétourné (dnes č. 46 v Rue Saint-Jacques), v kryptě, kde sv. Diviš vedl mše a kázal o mystériu Nejsvětější Trojice
- kostel Saint-Denis-du-Pas (dnes Square Jean-XXIII), kde byl poprvé mučen
- kostel Saint-Denis-de-la-Chartre (dnes severozápadní roh Hôtel-Dieu), kde byl vězněn a měl zde mít zázračné zjevení
- krypta Martyrium de saint Denis na Montmartru, kde měl být dle legendy sťat
- kostel Saint-Denys de la Chapelle, který ležel na poloviční cestě mezi ostrovem Cité a bazilikou
- bazilika Saint-Denis, kde se nachází hrob sv. Diviše